# Generatorwagen

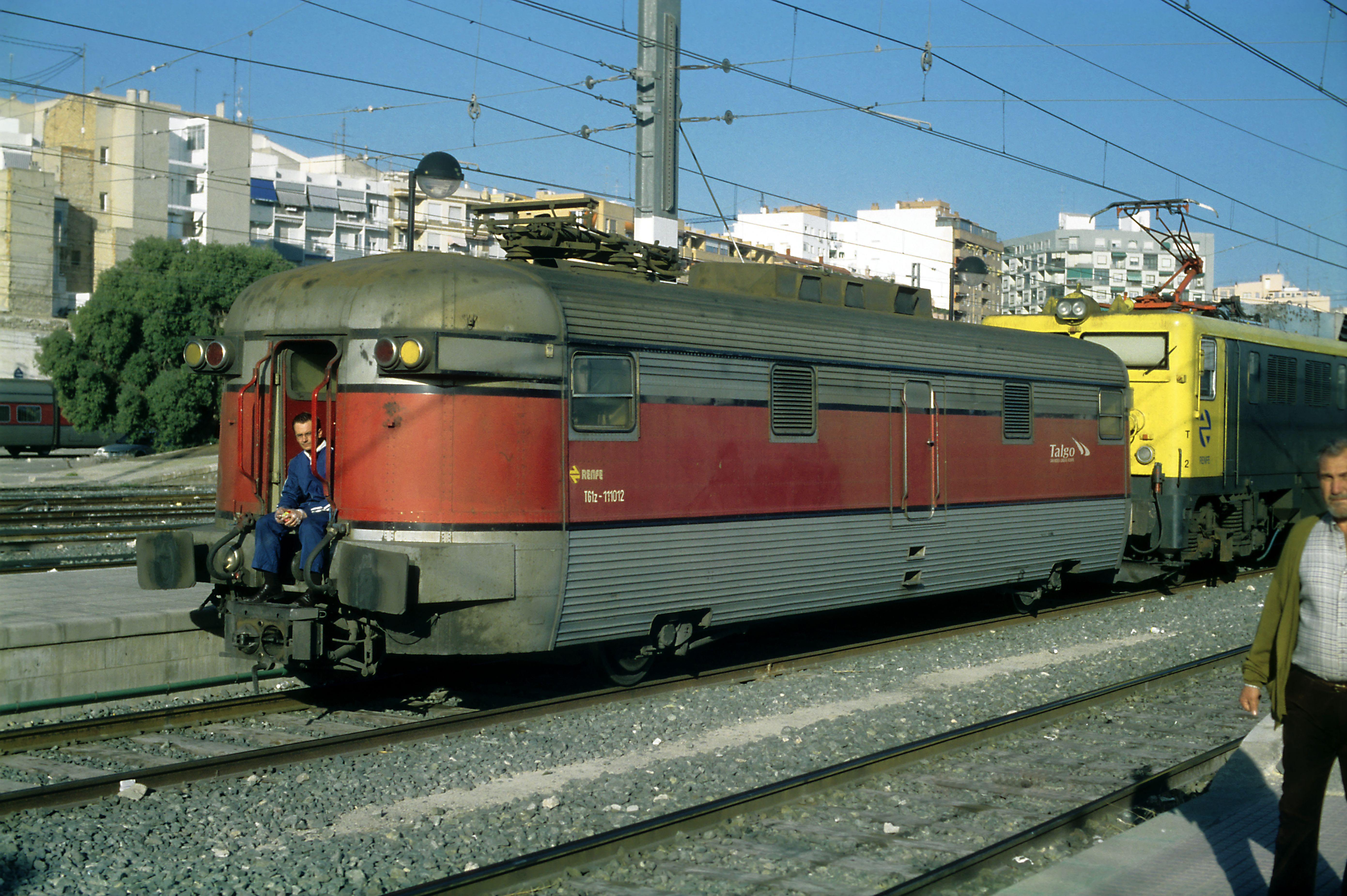
Spanischer Talgo-Generatorwagen

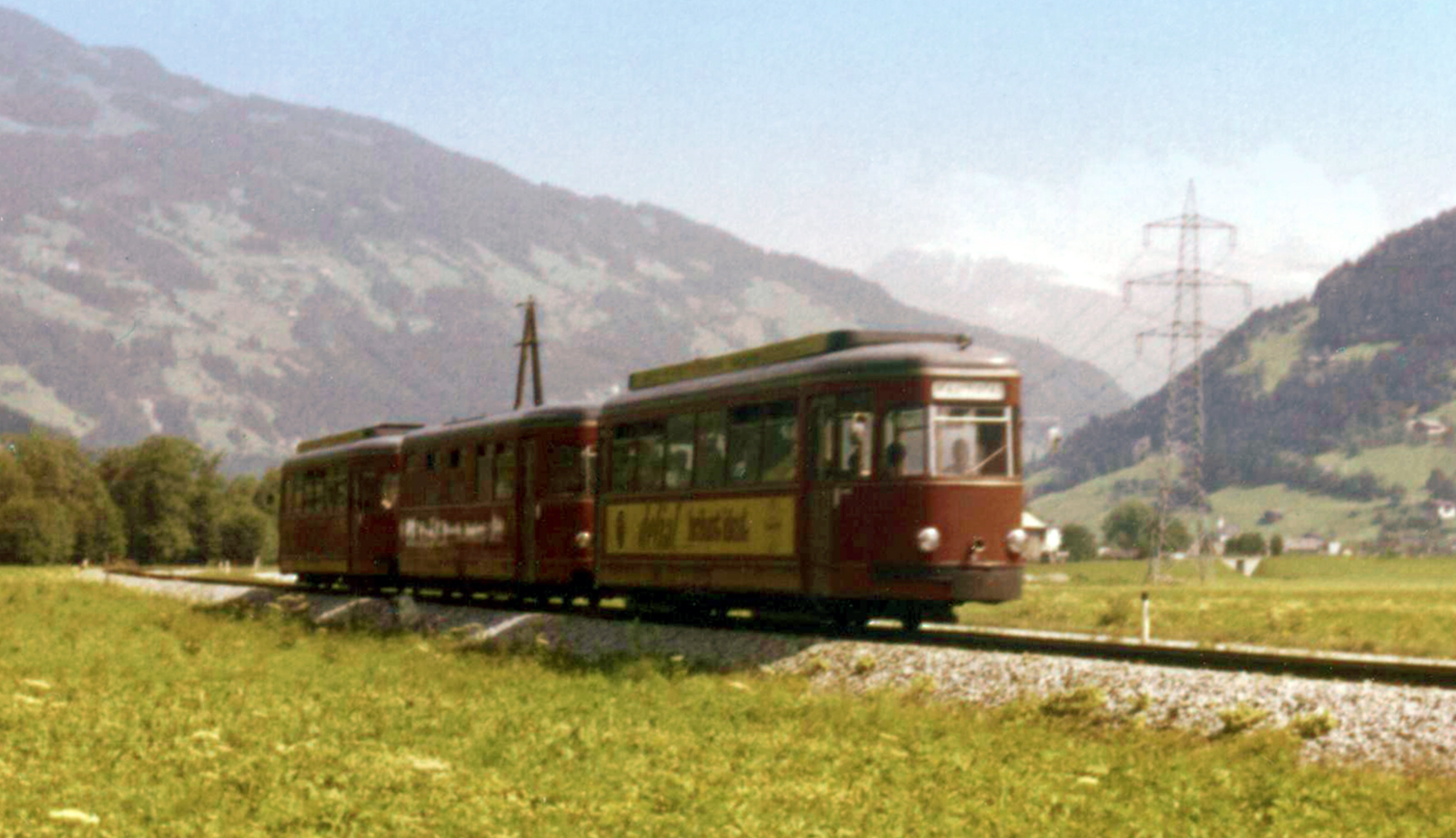
Um elektrische Triebwagen auf der nicht elektrifizierten Zillertalbahn verwenden zu können, wurde der Zwischenwagen zu einem Generatorwagen umgebaut.

Generatorwagen sind Eisenbahnwagen, die für die Stromversorgung von Eisenbahnzügen verwendet werden. Die meisten Generatorwagen dienen der Stromversorgung von Reisezugwagen über die Zugsammelschiene. Da dieser Strom früher fast ausschließlich für die elektrische Heizung verwendet wurde, werden Generatorwagen auch als Heizwagen eingeordnet. Meist erfolgt die Versorgung der Zugsammelschiene vom Triebfahrzeug aus, weshalb nur relativ wenige Züge einen Generatorwagen verwenden. Noch seltener ist der Einsatz von Generatorwagen für die Versorgung eines elektrischen Triebfahrzeugs mit Strom für die Fahrmotoren.

## Funktion
Reisezugwagen werden bei vielen Bahnen durch die Lokomotive mit elektrischer Energie über eine Zugsammelschiene versorgt. Ist das nicht möglich, insbesondere wenn die Lokomotive nicht genügend Energie liefern kann oder keine Zugsammelschiene hat, wird ein Generatorwagen in den Zug eingestellt. Dort läuft ein Dieselmotor ausschließlich, um einen elektrischen Generator zu betreiben, der elektrische Energie für die Wagen erzeugt. Dieses System wird hauptsächlich bei nichtelektrifizierten Bahnen und Zügen eingesetzt, die einen hohen Energieverbrauch haben, etwa durch Klimaanlagen.
Eine Sonderform des Generatorwagens ist so ausgelegt, dass ein elektrisches Triebfahrzeug mit Strom versorgt werden kann. Damit handelt es sich insgesamt um ein dieselelektrisches Triebfahrzeug, dessen Anlagen auf zwei Fahrzeuge verteilt sind. Diese Form kommt zur Anwendung, wenn elektrische Triebfahrzeuge nachträglich für den Betrieb auf nicht elektrifizierten Strecken hergerichtet werden sollen (siehe unten Beispiele Dortmund und RTM) oder weil Achslast- und Profilbeschränkungen eine Aufteilung nahelegen (z. B. auf der Bahnstrecke Diakopto–Kalavryta).

## Europa

### Deutschland

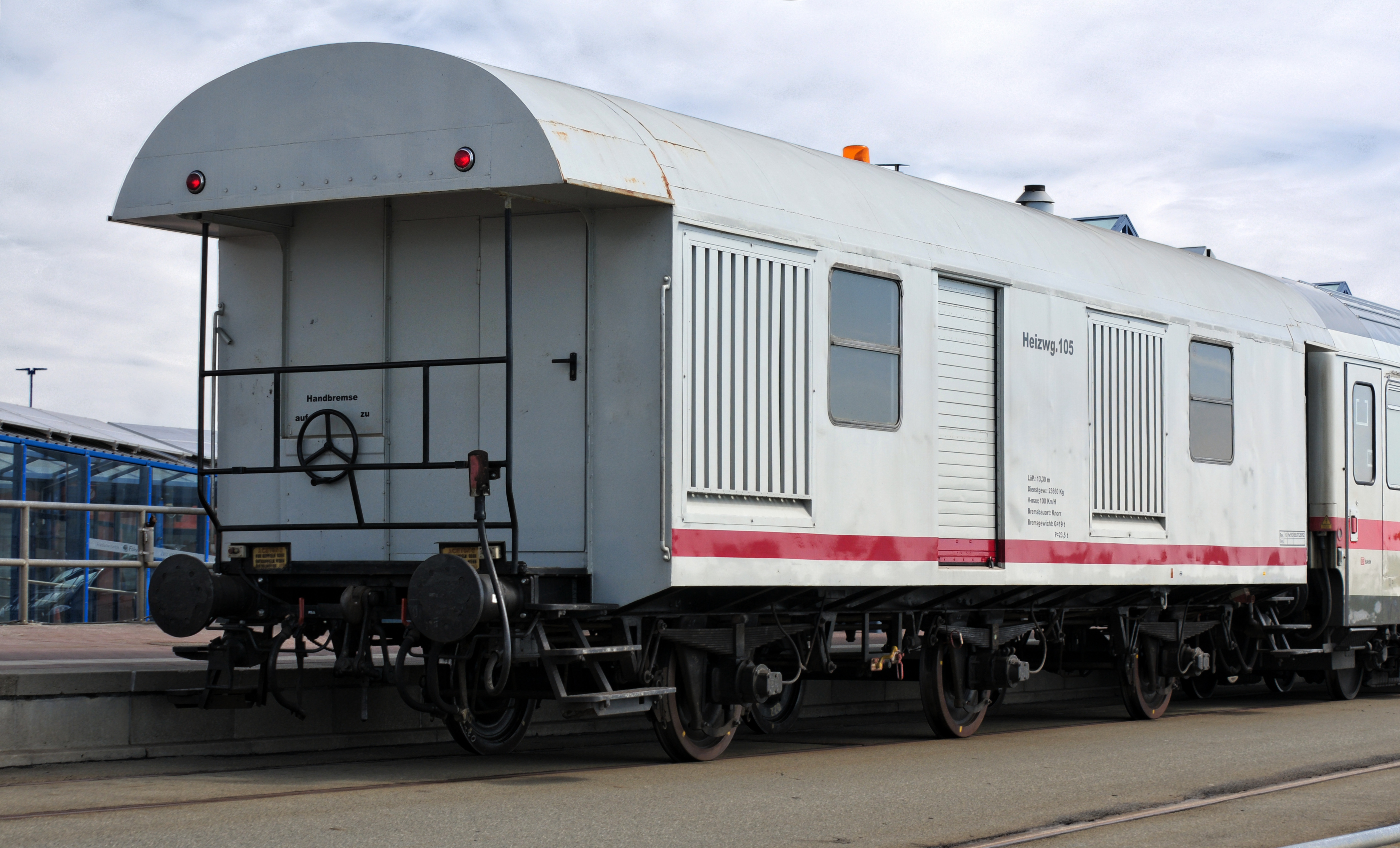
Generatorwagen der neg (vorher OHE) an einem Intercity in Dagebüll Mole im Jahr 2013

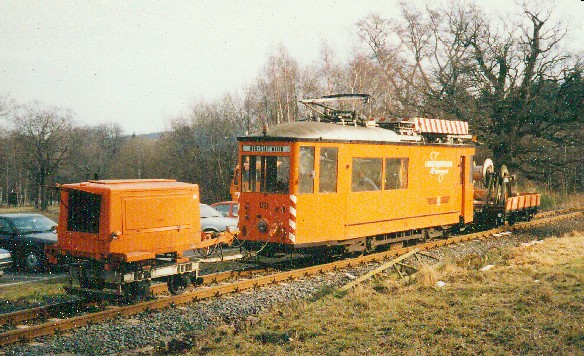
Generatorwagen und Fahrleitungsrevisionstriebwagen der Thüringerwaldbahn

Die Tegernsee-Bahn hatte einen Generatorwagen im Einsatz, bis der Personenverkehr von der Bayerischen Oberlandbahn übernommen wurde.
Weit verbreitet sind Generatorwagen auch bei Museums- und Touristikbahnen, die sich oftmals ehemaliger oder aktueller Güterzuglokomotiven für ihre Züge bedienen (die keine Energieversorgung für die Zugsammelschiene besitzen) oder in historischen Fahrzeugen elektrische Anlagen nachgerüstet haben, die nicht von der Lokomotive versorgt werden können. Eine Besonderheit ist der Einsatz von Generatorwagen beim Verein Kohlebahnen auf der Bahnstrecke Regis-Breitingen–Meuselwitz, einer ehemals elektrifizierten Strecke, wo dort früher unter Oberleitung verwendete elektrische Lokomotiven wie die LEW EL 3 mittels Generatorwagen mit Strom versorgt werden.
Die Museumsstraßenbahnen des Nahverkehrsmuseums Dortmund werden durch Generatorwagen mit Strom versorgt, weil sie auf einer nicht elektrifizierten Strecke fahren.
Seit dem Einsatz von klimatisierten Kurswagen bei der Norddeutschen Eisenbahngesellschaft (neg) kommt auf deren Strecke Niebüll–Dagebüll seit 2008 ein Generatorwagen zum Einsatz, da die vorhandenen Triebwagen nicht genug elektrische Leistung erzeugen. Dieses aus einem Güterwagen umgebaute Fahrzeug wurde früher bei der AKN Eisenbahn zur Energieversorgung von Militärtransportzügen verwendet, weil die dort eingesetzten Lokomotiven die Personenwagen in solchen Zügen nicht versorgen konnten. Für den gleichen Zweck besaßen die Osthannoverschen Eisenbahnen seit 1985 drei Generatorwagen. Einer wurde aus einem zweiachsigen Postwagen umgebaut, die anderen beiden aus dreiachsigen Umbauwagen. Einer wurde inzwischen verschrottet, der andere wurde 2012 an die neg abgegeben. Der dritte Wagen ist 2013 noch bei der OHE.
Die Railroad Development Corporation Deutschland (RDCD) beabsichtigt in ihren Zügen im Sylt-Shuttle-Verkehr Generatorwagen einzusetzen, die ihre Züge mit Energie und Druckluft versorgen sollen und dem Zugbegleiter als Aufenthaltsraum dienen. Die zweiachsigen Wagen tragen die Bezeichnung Uks. Sie wurden aus Energieversorgungswagen von Hilfszügen der Deutschen Reichsbahn umgebaut.

### Österreich

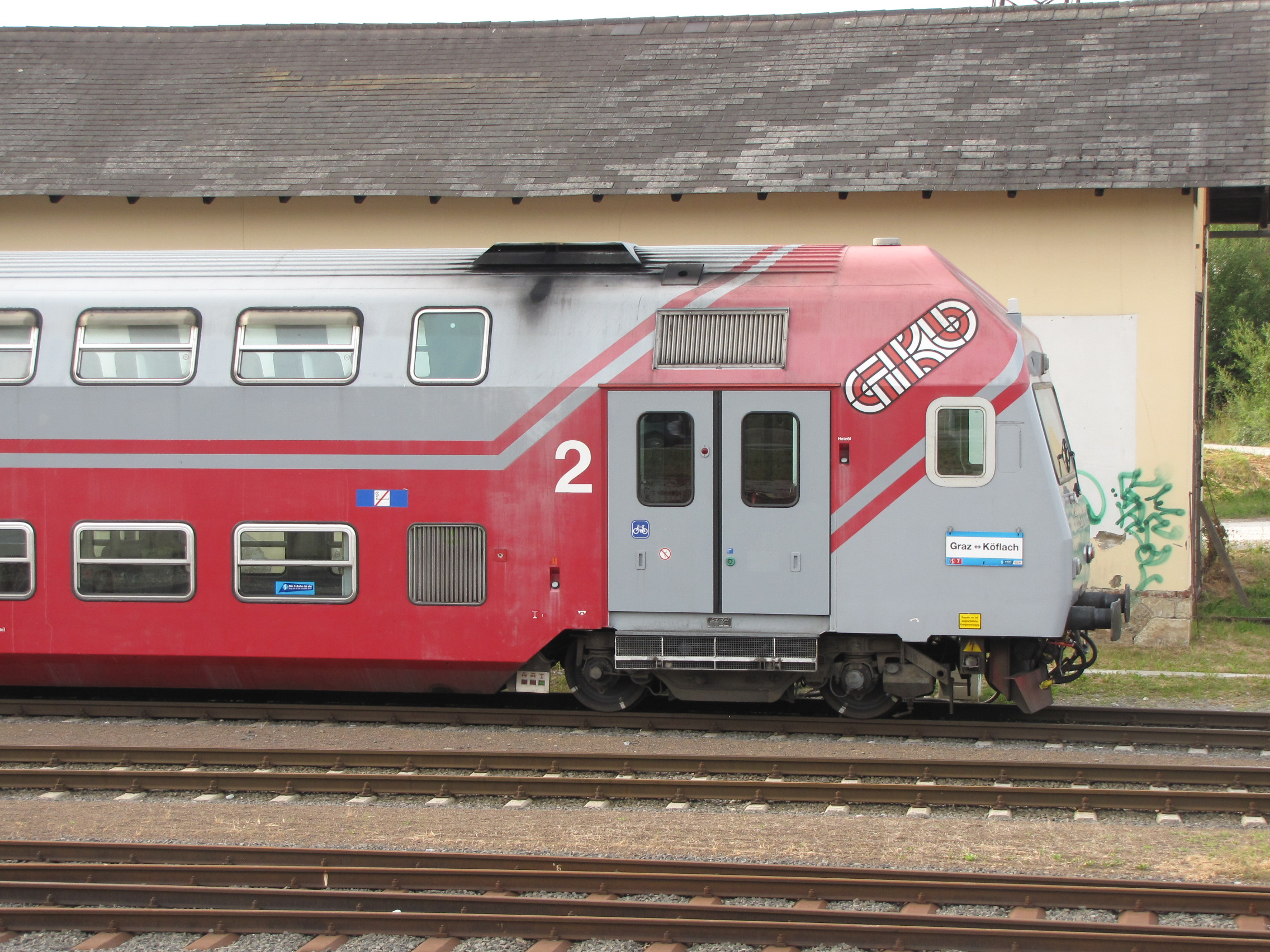
Steuerwagen der GKB mit Generator

Die Steuerwagen der Doppelstockzüge der Graz-Köflacher Bahn sind mit einem Dieselgenerator ausgestattet, da die Diesellokomotiven der GKB nicht mit Zugenergieversorgung ausgerüstet sind. Für Sonderzüge betreibt die GKB zweiachsige Generatorwagen, die aus Begleitwagen umgebaut wurden und auch bei Ausfall eines Steuerwagens mit Doppelstockwagen zusammen eingesetzt werden.
Der Flascherlzug der Stainzerbahn, der von einer Dampflok gezogen wird, verfügt über einen Generatorwagen. Dieser wird vor allem für den Büffetwagen Schilcherschaukel und die selten verwendete Innenbeleuchtung benötigt.

### Frankreich
Die SNCF setzte Generatorwagen z. B. im Trans Europ Express Mistral und Aquitaine ein. Die Klimaanlagen der INOX-DEV-Wagen, INOX-TEE-Wagen und Grand-Confort-Wagen dieser Züge benötigten Dreiphasenwechselstrom 380 V / 50 Hz. Diese Stromart wurde von Lokomotiven nicht zur Verfügung gestellt und eine Mehrsystemausrüstung zur Versorgung mit Gleichstrom oder Einphasenwechselstrom unterschiedlicher Spannung und Netzfrequenz in den verschiedenen europäischen Netzen galt damals als zu komplex. Deshalb mussten diese Wagenzüge von Generatorwagen versorgt werden. Die aufwendige Energieversorgung führte zur Abstellung der betroffenen Wagen in den 1990er Jahren, wohingegen die teils nur wenige Jahre jüngeren Corail-Wagen über statische Umrichter von der Lokomotive mit Energie versorgt werden und bis heute im Betrieb stehen.

### Griechenland

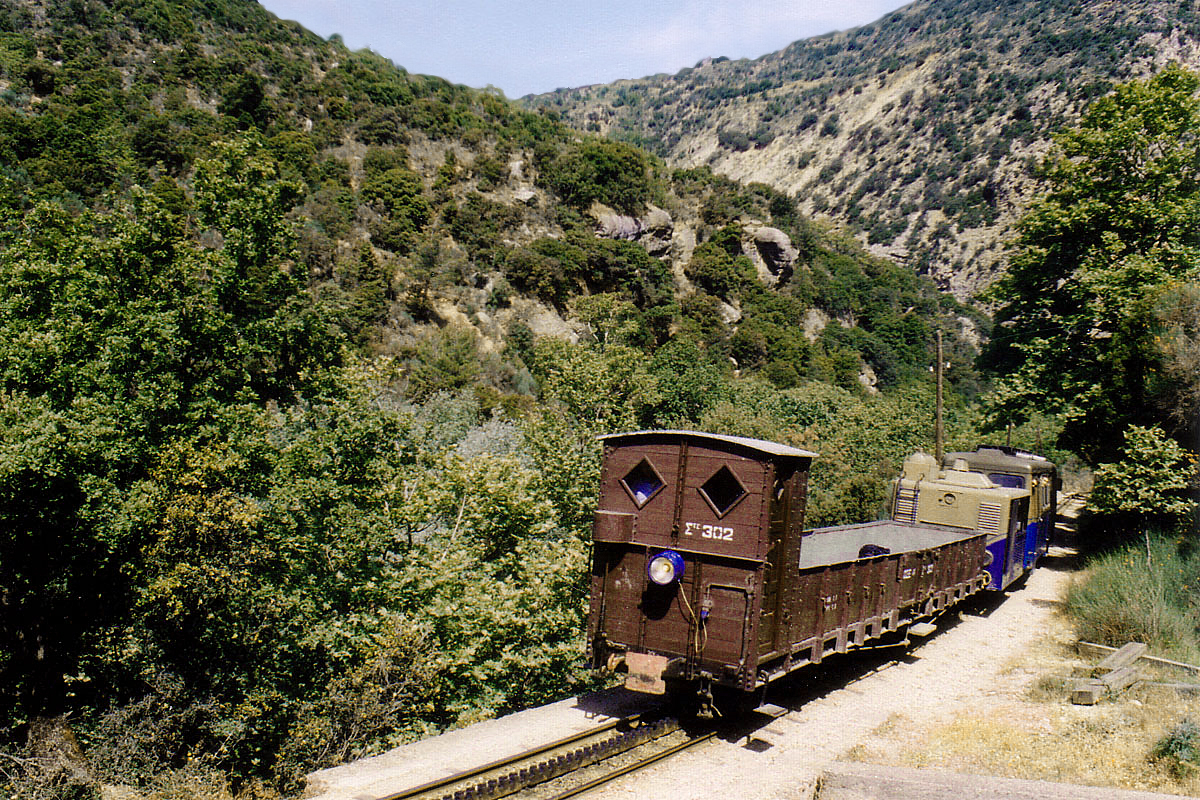
Generatorwagen in der Mitte des Zuges auf der Bahnstrecke Diakopto–Kalavryta

Auf der Bahnstrecke Diakopto–Kalavryta in Griechenland dienten bis vor kurzem Generatorwagen sogar dazu, den Betriebsstrom für die Elektrotriebwagen zu erzeugen.

### Italien
Die FS setzte Generatorwagen z. B. im TEE Mediolanum ein. Da mit den Reihen D.341, D.342, D.343 und D.345 ein Großteil der italienischen Diesellokomotiven nicht über eine elektrische Zugsammelschiene verfügte, wurden lokbespannte Züge auf nicht elektrifizierten Strecken in der Regel durch Generatorwagen der Typen nVrec und nVDrec versorgt.

### Niederlande
Der dieselelektrische Triebwagenzug RTM M 17 in den Niederlanden wird ebenfalls von einem mittig laufenden Generatorwagen mit Strom versorgt.

### Norwegen
Auch in Norwegen sind Generatorwagen heute noch im Einsatz.

### Schweden
Im Winterhalbjahr gibt es Zugverbindungen für Skitouristen auf der Inlandsbahn einerseits nach Röjan (Vemdalen) sowie nach Storuman. Hier wird den Zügen nach dem erfolgten Lokwechsel in Östersund hinter der Diesellok ein Generatorwagen – ein Containertragwagen mit einem Generator im Container – eingestellt.

### Ungarn

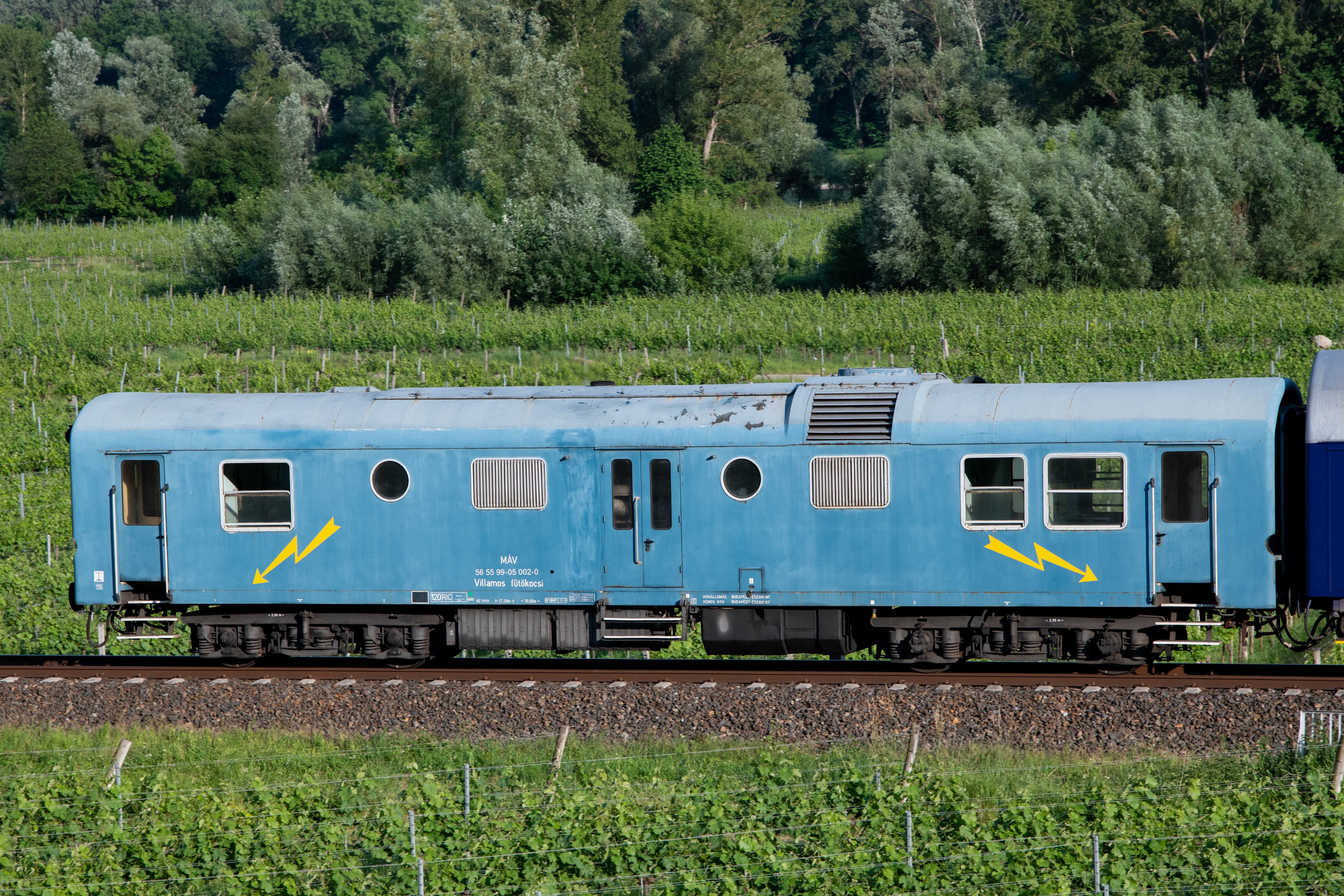
Generatorwagen 56 55 99-05 002-0 der MÁV auf der Wachaubahn (2023)

Die ungarische Eisenbahn MÁV setzt ihre Generatorwagen ein, wenn Reisezüge mit Diesellokomotiven der Baureihe M62 bespannt werden, die keine eigene Zugheizeinrichtung haben.

### Zentralrussland

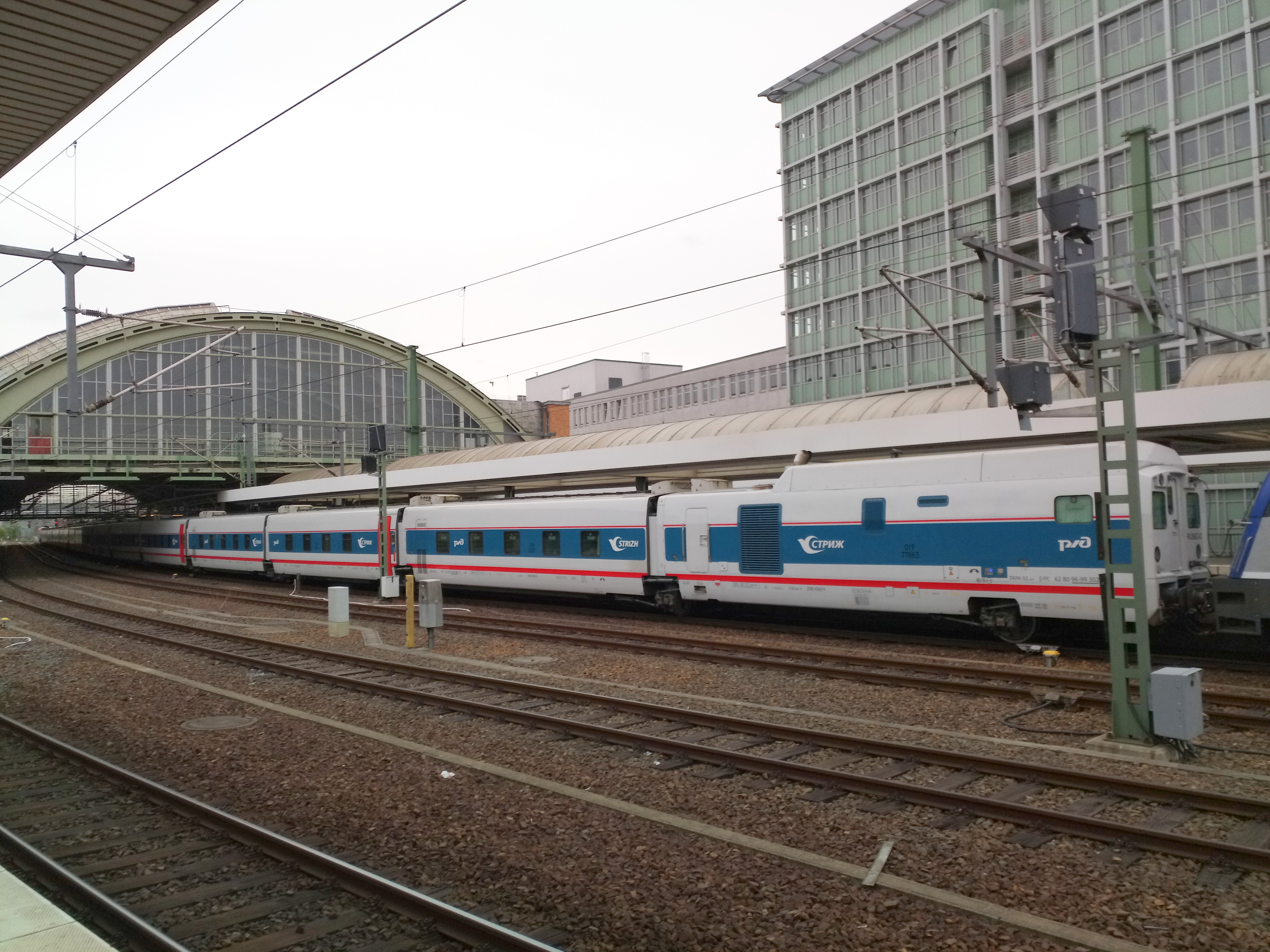
Generatorwagen des Striž in Berlin Ostbahnhof

Die RŽD setzen in ihren Talgo-Schlafwagenzügen Striž Generatorwagen zur Stromversorgung ein. Wegen der Länge der Einheiten, die der Bauart Talgo VI entsprechen, ist sowohl der zwei- als auch der einachsigen Endwagen ein Generatorwagen.

## Amerika
Die meisten speziell für den Personenverkehr gebauten Dieselloks in Nordamerika sind mit einem Generator zur Stromversorgung der Reisezugwagen ausgerüstet. In einigen Fällen wurden aber auch ältere Dieselloks zu Steuerwagen für den Wendezugbetrieb im Agglomerationsverkehr umgebaut. Diese Steuerwagen erhielten einen Dieselmotor mit Generator zur Versorgung der Wagen; dafür konnte bei der Zuglok auf den Generator verzichtet werden.

## Asien

### Israel

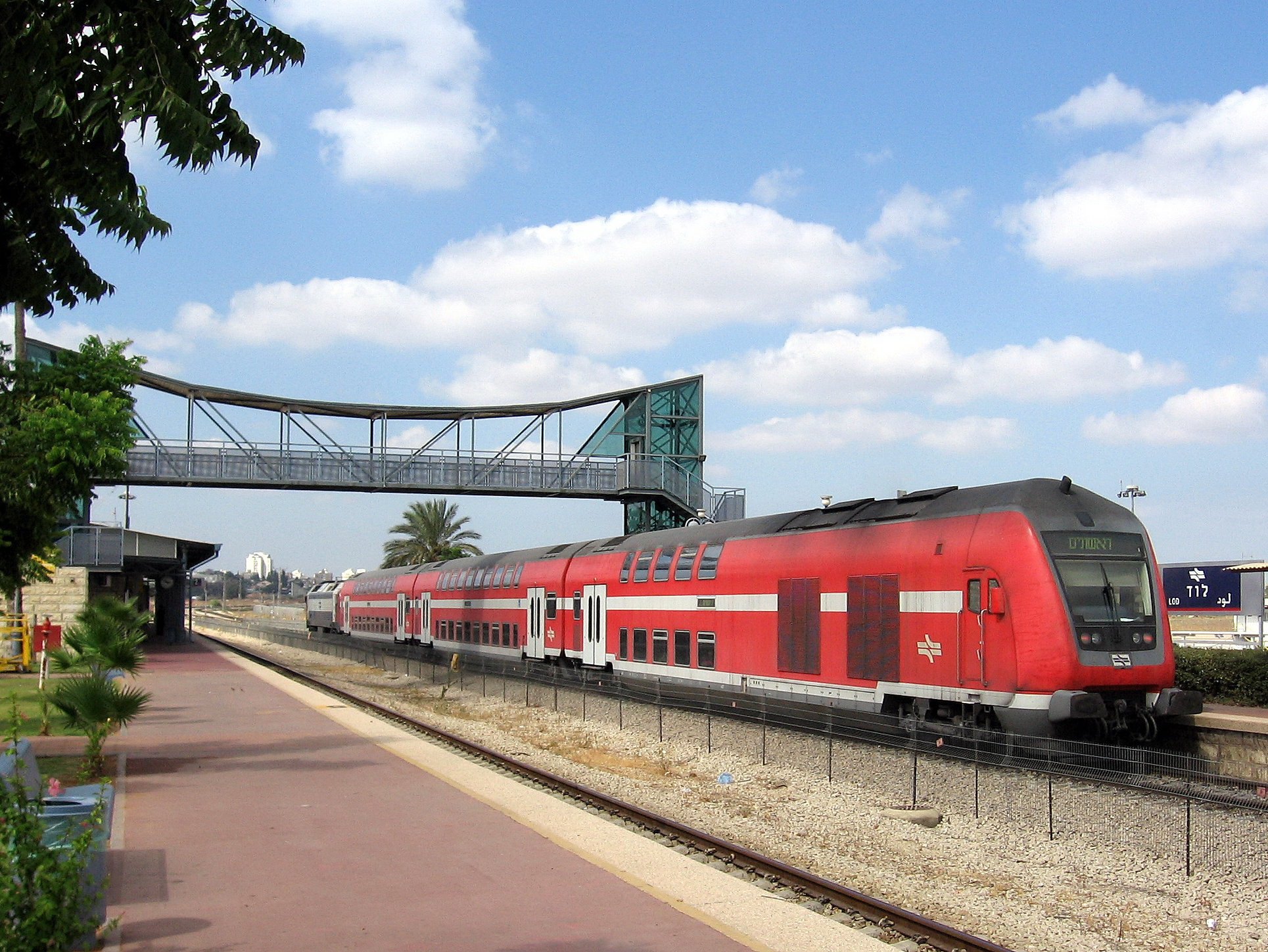
Israelischer Halb-Generatorwagen

In Israel gibt es bei Streckendiesellokomotiven keine Versorgungseinrichtungen für die Energieversorgung der Wagenzüge. Sämtliche mit Diesellokomotiven bespannten Reisezüge verkehren deshalb ganzjährig mit Generatorwagen. Bei den Doppelstockwagen sind die Dieselgeneratorsätze in den Steuerwagen untergebracht.

### Indien
Auch in indischen Fernzügen mit klimatisierten Wagen und Dieselbespannung sind Generatorwagen üblich.
Bei Indian Railways war die Versorgung der Zugsammelschiene durch die Lokomotive lange Zeit unüblich, da erst die ab 2010 gebauten Elektrolokomotiven der Baureihe WAP-7 über Umrichter zur Versorgung des Wagenzuges verfügen. Fernverkehrszüge führen daher in der Regel Generatorwagen mit, häufig kommt bei langen Zügen an jedem Ende des Zuges ein Wagen zum Einsatz, um die Zugsammelschiene mit Dreiphasenwechselstrom mit einer Spannung von 750 Volt bei einer Frequenz von 50 Hertz zu versorgen. Üblicherweise verfügen indische Generatorwagen über zwei Stromerzeugungsaggregate mit einer Leistung von jeweils 500 kVA, wobei im Normalfall nur ein Aggregat in Betrieb ist. Wegen der im indischen Eisenbahnnetz oft mehrtägigen Zugläufe sind zudem Aufenthalts- und Schlafräume für das Bedienpersonal vorhanden.
Seit 2011 wird bei einigen Zügen auf vollständig elektrifizierten Strecken die Zugsammelschiene durch die Lokomotive versorgt, als Reserve und zur Versorgung während Lokomotivwechseln wird oft auch hier ein Generatorwagen am Zugschluss mitgeführt.
Nahverkehrszüge und regionale Tageszüge ohne klimatisierte Wagen verfügen meist nicht über Generatorwagen, stattdessen besitzt jeder Wagen einen Achsgenerator, der das Bordnetz mit 110 V Gleichspannung versorgt. Eine Zugsammelschiene ist hier nicht vorhanden, lediglich bei Störungen besteht die Möglichkeit, benachbarte Wagen mittels Kabel zu verbinden.

Türkei
In der Türkei kommen immer noch Generatorwagen vor den Nachtzügen und Reisezugwagen, die mit Dieselloks betrieben werden zum Einsatz. 

## Australien
In den Fernzügen in Australien sind Generatorwagen üblich, so etwa im Indian Pacific, The Ghan oder The Overland.